# Montaignac-Saint-Hippolyte
Montaignac-Saint-Hippolyte est une ancienne commune française située dans le département de la Corrèze en région Nouvelle-Aquitaine.
Depuis le 1er janvier 2022, elle a fusionné avec Le Jardin pour former la commune nouvelle de Montaignac-sur-Doustre,.
Ses habitants sont appelés les Montaignacois.

## Géographie
Commune du Massif central située au sud-ouest d'Égletons elle est arrosée par le Doustre et fait partie du Pays d’Égletons.

### Transport
Accès par la route : départementale D 1089 ancienne route nationale 89
par le traingare de Montaignac-Saint-Hippolyte

### Climat
Pour des articles plus généraux, voir Climat de la Nouvelle-Aquitaine et Climat de la Corrèze.
Historiquement, la commune est exposée à un climat montagnard.  
En 2020, Météo-France publie une typologie des climats de la France métropolitaine dans laquelle la commune est exposée à un climat de montagne et est dans la région climatique  Ouest et nord-ouest du Massif Central, caractérisée par une pluviométrie annuelle de 900 à 1 500 mm, maximale en automne et en hiver.
Pour la période 1971-2000, la température annuelle moyenne est de 9,7 °C, avec  une amplitude thermique annuelle de 14,7 °C. Le cumul annuel moyen de précipitations est de 1 368 mm, avec 13,6 jours de précipitations en janvier et 8,4 jours en juillet. Pour la période 1991-2020, la température moyenne annuelle observée sur la station météorologique la plus proche, située sur la commune d'Égletons à 8 km à vol d'oiseau, est de 10,6 °C et le cumul annuel moyen de précipitations est de 1 428,5 mm,. Pour l'avenir, les paramètres climatiques de la commune estimés pour 2050 selon différents scénarios d’émission de gaz à effet de serre sont consultables sur un site dédié publié par Météo-France en novembre 2022.

## Urbanisme

### Typologie
Au 1er janvier 2024, Montaignac-sur-Doustre est catégorisée commune rurale à habitat dispersé, selon la nouvelle grille communale de densité à 7 niveaux définie par l'Insee en 2022.
Elle est située hors unité urbaine. Par ailleurs la commune fait partie de l'aire d'attraction d'Égletons, dont elle est une commune de la couronne,. Cette aire, qui regroupe 14 communes, est catégorisée dans les aires de moins de 50 000 habitants,.

### Occupation des sols
L'occupation des sols de la commune, telle qu'elle ressort de la base de données européenne d’occupation biophysique des sols Corine Land Cover (CLC), est marquée par l'importance des forêts et milieux semi-naturels (52 % en 2018), en diminution par rapport à 1990 (62,5 %). La répartition détaillée en 2018 est la suivante : 
forêts (51,9 %), prairies (35 %), zones agricoles hétérogènes (9,5 %), zones urbanisées (3,4 %), milieux à végétation arbustive et/ou herbacée (0,1 %).
L'évolution de l’occupation des sols de la commune et de ses infrastructures peut être observée sur les différentes représentations cartographiques du territoire : la carte de Cassini (XVIIIe siècle), la carte d'état-major (1820-1866) et les cartes ou photos aériennes de l'IGN pour la période actuelle (1950 à aujourd'hui).

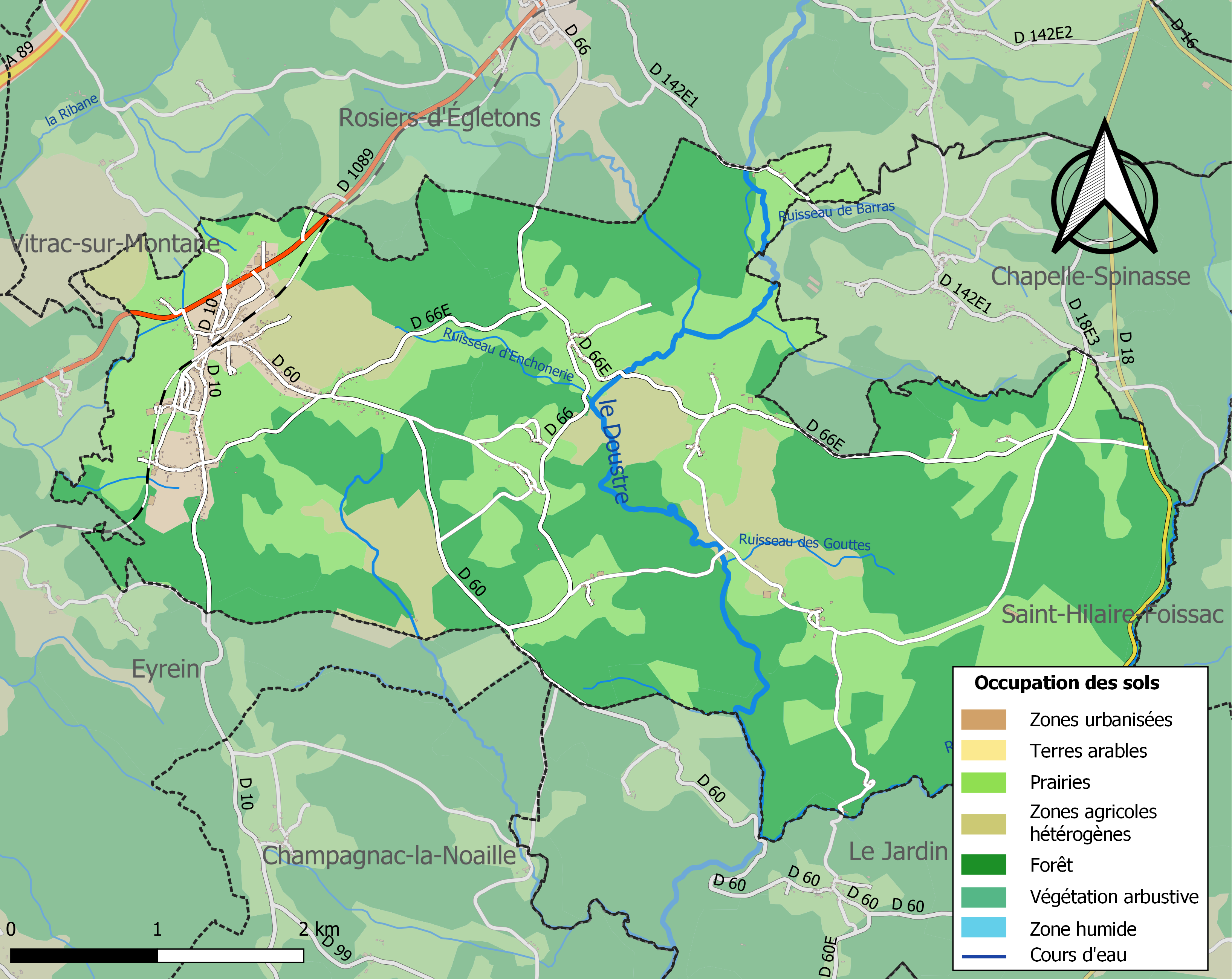
Carte des infrastructures et de l'occupation des sols de la commune en 2018 (CLC).

## Politique et administration

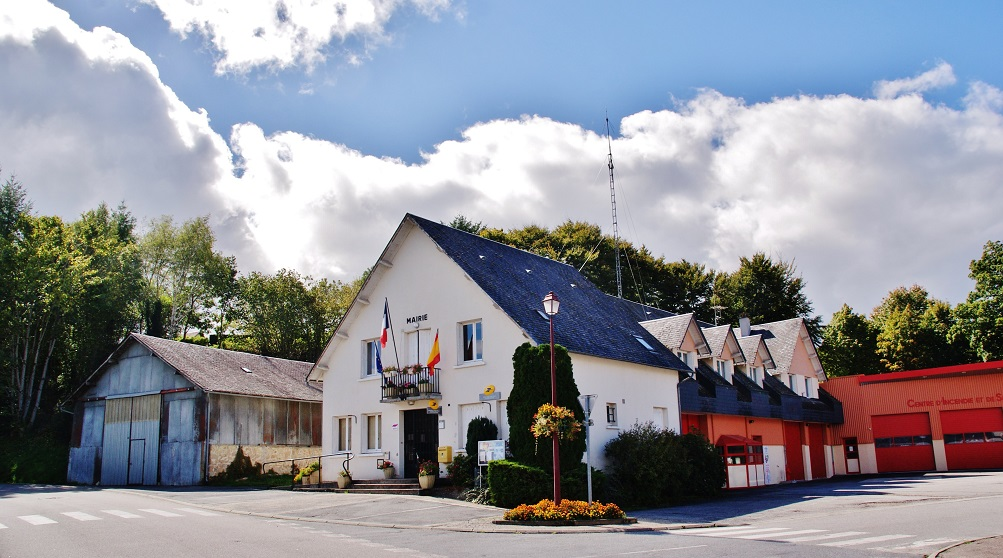
Mairie.

| Période | Période | Identité                | Étiquette | Qualité                                 |
| ------- | ------- | ----------------------- | --------- | --------------------------------------- |
| 1792    | 1796    | Martial Demathieu       |           |                                         |
| 1796    | 1815    | Léger Debernard         |           |                                         |
| 1815    | 1836    | Jean Debernard          |           |                                         |
| 1836    | 1848    | Jean de Braquilanges    |           |                                         |
| 1848    | 1880    | Gabriel de Braquilanges |           |                                         |
| 1880    | 1890    | Joseph Tave             |           |                                         |
| 1890    | 1892    | Léon Deymarie           |           |                                         |
| 1892    | 1912    | François Albinet Ballet |           |                                         |
| 1912    | 1921    | Blaise Vergne           |           |                                         |
| 1921    | 1945    | Alfred Labounoux        |           | Fils du fondateur de la gentiane Salers |
| 1945    | 1961    | Pierre Bécot            |           |                                         |
| 1961    | 1983    | Antoine Chaumeil        |           |                                         |
| 1983    | 2001    | Jean Tautou             |           | Chevalier de l'ordre national du Mérite |
| 2001    | 2020    | Daniel Vigouroux        |           | Retraité chef d'entreprise              |
| 2020    | 2021    | Jean-Claude Besseau     |           | Retraité, cadre supérieur SNCF          |

## Démographie
| 1793 | 1800 | 1806 | 1821 | 1831 | 1836 | 1841 | 1846 | 1851 |
| ---- | ---- | ---- | ---- | ---- | ---- | ---- | ---- | ---- |
| 677  | 685  | 648  | 705  | 838  | 587  | 551  | 581  | 590  |

| 1856 | 1861 | 1866 | 1872 | 1876 | 1881 | 1886 | 1891 | 1896 |
| ---- | ---- | ---- | ---- | ---- | ---- | ---- | ---- | ---- |
| 550  | 506  | 520  | 509  | 556  | 532  | 542  | 557  | 553  |

| 1901 | 1906 | 1911 | 1921 | 1926 | 1931 | 1936 | 1946 | 1954 |
| ---- | ---- | ---- | ---- | ---- | ---- | ---- | ---- | ---- |
| 554  | 588  | 617  | 610  | 606  | 612  | 620  | 695  | 686  |

| 1962 | 1968 | 1975 | 1982 | 1990 | 1999 | 2006 | 2011 | 2016 |
| ---- | ---- | ---- | ---- | ---- | ---- | ---- | ---- | ---- |
| 688  | 681  | 541  | 579  | 587  | 565  | 550  | 548  | 576  |

| 2019 | - | - | - | - | - | - | - | - |
| ---- | - | - | - | - | - | - | - | - |
| 597  | - | - | - | - | - | - | - | - |

## Festivités
Chaque année, aux alentours du 10 août, la commune célèbre la Fête du Milhassou, un plat typique à base de pommes de terre et de crème fraîche. A cette occasion, une fête foraine, une brocante ainsi qu'un marathon sont organisés, attirant plusieurs dizaines de personnes.

## Lieux et monuments

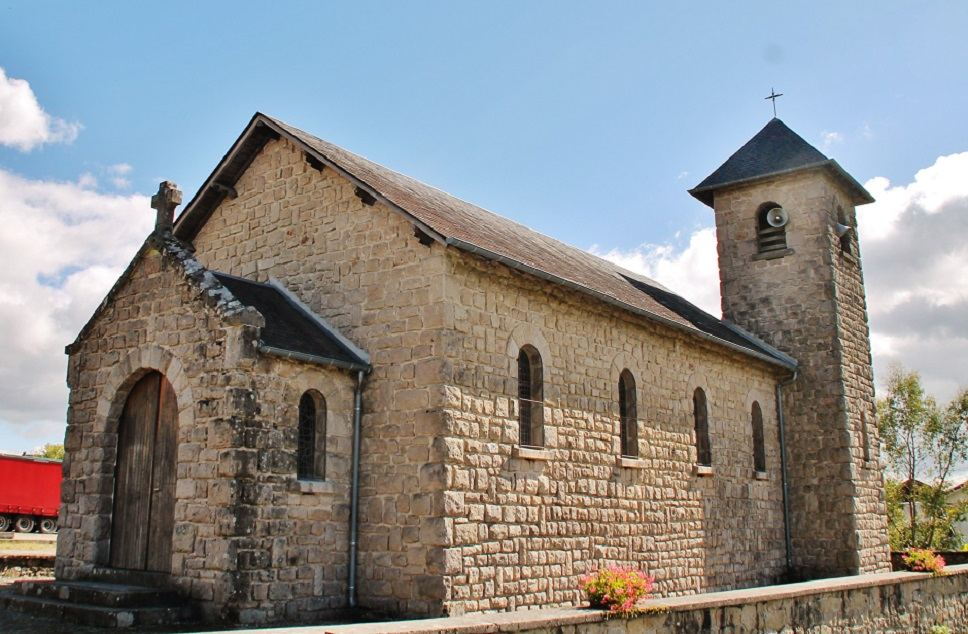
La chapelle du village de Montaignac.

- L'église paroissiale Saint-Hippolyte, inscrite au titre des monuments historiques[20].
- La chapelle du village de Montaignac.
- la commune est le lieu de naissance de l'apéritif Salers.

## Personnalités liées à la commune
- Clément Chausson.

## Héraldique
| Blason de Montaignac-Saint-Hippolyte | Blason  | De sable au sautoir d'argent cantonné de quatre molettes d'or, au franc-canton échiqueté de gueules et d'or. |
| Blason de Montaignac-Saint-Hippolyte | Détails | Le statut officiel du blason reste à déterminer.                                                             |

## Pour approfondir